# Päivätär
Päivätär ('Dagens mö'), är i finsk mytologi solens gudinna. 